# 대니 콤든
대니 콤든(Danny Comden, 1969년 4월 10일 ~ )은 미국의 배우, 영화 제작자, 영화 감독, 각본가이다.
베벌리힐스에서 태어났다.

## 출연 작품
- 발명의 아버지 (2010년)
- 라이브! (2007년)
- 더트 (2007년)
- 프리티 퍼스웨이전 (2005년)
- 더 조니 크로니클즈 (2002년)
- 하이웨이 (2002년)
- 패스트 소파 (2001년) - 브래드 - 트레이시스 브라더 역
- 지옥의 정사 (1996년) - 크렉 폭스 역
- 내 이름은 던스턴 (1996년)

### 텔레비전
- 유어 패밀리 오어 마인 (2015년)